# Umma
För andra betydelser, se Umma (olika betydelser).
Umma (arabiska: أمة ) är de troendes islamiska församling, som Muhammed började bygga upp i Medina år 622. Ordet används i dag också för att uttrycka en världsomfattande muslimsk religiös gemenskap.
Umma betyder på modern arabiska (standardarabiska) folk, samhälle eller nation men används i religiösa sammanhang vanligtvis som beteckning för alla muslimer i världen oavsett nationstillhörighet. Ordet umma brukar också härledas till det svenska ordet brödraskap. Termen nyttjas i Koranen som benämning för flera människor eller en nation som tror på samma religion men är inte ett geografiskt definierat område och den har heller ingen föreskriven organisation.  
Enligt muslimsk historieskrivning grundlade profeten Muhammed en umma som ett muslimskt samfund i Medina i samband med att han och hans anhängare utvandrade från Mekka år 622 efter att Muhammed hamnat i konflikt med Mekkas ledare. Detta då han angrep deras polyteistiska kultur. En av de viktigaste rollerna för Muhammed i Medina blev att samla de olika folkgrupperna i staden till en umma och han upprättade en samhällsordning kring umman som förändrade det rådande stamsamhället i området. Då Muhammed verkade både som ledare för religionen och som samhällsledare blev hans uppenbarelse källan till organiseringen av samhället. Umma är heller inte bara en själslig samhörighet som är grundad på en förenad tro och ett gemensamt livsmönster, utan den uppfattas också i många fall som en politisk gemenskap. Det förenade samfundet har trots de oenigheter som finns lett till samarbeten mellan olika islamiska stater vad gäller bland annat ekonomiska frågor och utrikesministrar från flera islamiska stater träffas numera årligen för toppkonferenser där olika diskussioner förs.